# Karl Fuchs (Geophysiker)
Karl Fuchs (* 21. Januar 1932 in Stettin; † 22. März 2021 in Karlsruhe) war ein deutscher Geophysiker.

## Leben und Werk
Fuchs studierte in Hamburg, London und der Bergakademie Clausthal. Von 1957 bis 1959 war er Explorations-Geophysiker bei Seismos im Amazonasbecken Brasiliens und der algerischen Sahara, bevor er wieder nach Clausthal ging, wo er 1963 promoviert wurde. 1964/65 war er Gastwissenschaftler an der Saint Louis University und Gastprofessor am Southwest Center for Advanced Studies in Dallas, wo er den Zusammenhang von seismischen Spektren und Krustenstruktur untersuchte. 1965 ging er als Assistent zu Stephan Mueller, der im Jahr zuvor an der TH Karlsruhe das Institut für Geophysik gegründet hatte. 1968 habilitierte er sich in Karlsruhe und wurde 1971 Professor für Geophysik und Direktor des Geophysikalischen Instituts. Er wurde 1997 emeritiert.
Er war 1984/85 Gastwissenschaftler an der Australian National University in Canberra sowie 1990 und 1994 Cox-Gastprofessor an der Stanford University. 1996 und von 2001 bis 2004 war er Gastwissenschaftler des US Geological Survey in Menlo Park.
Fuchs machte Karlsruhe zu einem weltweiten Zentrum des Studiums der Geophysik der Lithosphäre (seismische Studien zum Aufbau der Erdkruste). Von 1971 bis 1979 organisierte er seismische Lithosphärenprofile in Frankreich, Großbritannien, Israel und Skandinavien. Er leitete von 1980 bis 1995 das Forschungsprogramm Stress and Stress Release in the Lithosphere. Daraus ging die World Stress Map (WSM) Task Force des International Lithosphere Program (ILP) hervor. Fuchs leitete die WSM von 1995 bis 2002 von der Heidelberger Akademie der Wissenschaften aus. Er initiierte nach der Öffnung Osteuropas das Europrobe Programm und war wesentlich an der Initiierung des Internationalen Kontinentalen Tiefbohrprogramms (ICD) als Präsident der ILP 1985 bis 1990 beteiligt. Von 1998 bis 2003 war er im Rat des ICD.
Seine Hauptforschungsgebiete waren Tiefenseismik zur Erkundung der Eigenschaften und Zusammensetzung von Lithosphäre und Asthenosphäre, kontinentale Grabenbrüche, Spannungsverteilung in der Lithosphäre, kontinentale Tiefbohrprojekte, numerische Modellierung von seismischer Wellenausbreitung sowie große Erdbeben und ihre Auswirkung auf die Gesellschaft.
Von 1977 bis 1979 war er Präsident der Deutschen Geophysikalischen Gesellschaft (DGG), deren Ehrenmitglied er seit 1992 war. Von 1983 bis 1985 war er Vizepräsident der European Union of Geosciences. Er war Fellow der Geological Society of London (1989), der American Geophysical Union (1987), Mitglied der Heidelberger Akademie der Wissenschaften (1990) und der Academia Europaea (1990). 2002 wurde er Ehrendoktor der Universität Bukarest. 2002 erhielt er den Karl-Heinrich-Heitfeld-Preis für Angewandte Geowissenschaften der Alfred-Wegener-Stiftung. Er ist Mitglied der Royal Astronomical Society.
Fuchs war von 1975 bis 1980 einer der Herausgeber des Journal of Geophysics.

## Schriften
- Herausgeber mit Rainer Altherr, Birgit Müller, Claus Prodehl Stress and Stress Release in the Lithosphere - Structure and Dynamic Processes in the Rifts of Western Europe, Tectonophysics, Band 275, 1997
- Herausgeber mit Altherr, Müller, Prodehl Structure and Dynamic Processes in the Lithosphere of the Afro-Arabian Rift System, Tectonophysics, Band 278, 1997
- Herausgeber mit Ye. A. Kozlovsky, A.I.Krivtsov, M. D. Zoback: Super-Deep Continental Drilling and Deep Geophysical Sounding, Springer Verlag, 1990
- Herausgeber mit K. v. Gehlen, H.  Mälzer, Hans Murawski, A. Semmel: Plateau Uplift - The Rhenish Massif - A Case History, Springer Verlag 1983
- Herausgeber mit Henning Illies Approaches to Taphrogenesis, Schweizerbart 1974

Einige Aufsätze:
- mit B. Mueller World Stress Map of the Earth: a key to tectonic processes and technological applications, Naturwissenschaften, Band 88, 2001, Heft 9, S. 357–371
- mit M. Tittgemeyer F. Wenzel, T. Ryberg: Wave propagation in a multiple scattering upper mantle - observations and modelling, Geophys. J. Int., Band 127, 1996, S. 492–502
- mit Mary Lou Zoback, L. Mastin, S. Gregorson, N. Pavoni, O. Stephansson, C. Lunggren: Regional patterns of stress in Europe, J. Geophys. Res., Band 97, 1992, S. 11783–11804
- Tiefbohrungen in die Erdkruste als direkter Vorstoß in die physikalische Grenzschicht der festen Erde, In: Beobachtung, Experiment und Theorie in Naturwissenschaft und Medizin, Verh. der Gesellschaft Deutscher Naturforscher und Ärzte, 114. Versammlung, München, 1986, S. 105–131
- mit K.-P. Bonjer, D. Gajewski, E. Lüschen, C. Prodehl, K.-J. Sandmeier, F. Wenzel, H. Wilhelm: Crustal evolution of the Rhinegraben area - I. Exploring to lower crust in the Rhinegraben rift by unified geophysical experiment, Tectonophysics, Band 141, 1987, S. 261–275
- mit B. Perathoner, C. Prodehl, C, A. Ginzburg: Seismic investigation of crust-mantle transition in continental rift systems - Jordan-Dead Sea Rift and Rhinegraben, Tectonophysics, Band 80, 1981, S. 121–133
- Seismic anisotropy of the subcrustal lithosphere as evidence for dynamical processes in the upper mantle, Geophys. J. Roy. Astron. Soc., Band 49, 1977, S. 167–179
- mit K. Schulz: Tunneling of low-frequency waves through the subcrustal lithosphere, J. Geophys., Band 42, 1976, S. 175–190
- Plattentektonik - Eine Hypothese zur Entstehung der Ozeane und Verschiebung der Kontinente, Fridericiana, Zeitschrift d. Universität Karlsruhe, C.F. Müller, Karlsruhe, Heft 12, 1973, S. 13–29
- mit Gerhard Müller Computation of synthetic seismograms with the reflectivity method and comparison with observations, Geophys. J. Roy. Astron. Soc., Band 21, 1971, S. 261–283
- On the determination of velocity depth distributions of elastic waves from the dynamic characteristics of the reflected wave field, Z. f. Geophysik, Band 36, 1970, S. 531–548
- On the properties of deep crustal reflectors, Z. f. Geophysik, Band 35, 1969, S. 133–150
- The reflection of spherical waves from transition zones with arbitrary depth-dependent elastic moduli and density, J. Phys. Earth, Band 16, (Special Issue), 1968, S. 27–41
- mit G. Dohr Statistical evaluation of deep crustal reflections in Western Germany, Geophysics, Band 32, 1967, S. 951–967
- mit M. Landisman: Detailed crustal investigations along a North-South section through the central part of Western Germany. Amer. Geophys. Union, Monogr. Ser., 10, 433–452, 1966.
- Seismic anisotropy of the subcrustal lithosphere as evidence for dynamical processes in the upper mantle, Geophys. J. Roy. Astr.Soc., Band 49, 1977, S. 167–179
- The transfer function for P-waves for a system consisting of a point source in a layered medium, Bull. Seism. Soc. Amer., Band 56, 1966, S. 75–108
- Synthetic seismograms of P-waves propagating in solid wedges with free boundaries, Geophysics, Band 31, 1966, S. 524–535
- als Mitglied von The German Group for Exploration Seismology: Crustal structure in Western Germany, Z. f. Geophysik, Band 20, 1964, S. 209–234
- mit Stephan Mueller, E. Peterschmitt, J. P. Rothé, A. Stein, K. Strobach: Krustenstruktur der Westalpen nach refraktionsseismischen Messungen, Gerlachs Beiträge zur Geophysik, Band 72, 1963, S. 149–169